# Бангалор (аеропорт)
Міжнародний аеропорт Кемпегоуда (IATA: BLR, ICAO: VOBL) — міжнародний аеропорт, що обслуговує Бангалор, столицю штату Карнатака, Індія. Розкинувшись на 1600 гектар, він розташований приблизно за 30 кілометрів на північ від міста поблизу передмістя Деванагаллі. Він належить і управляється державно-приватним консорціумом "Bengaluru International Airport Limited" (BIAL). Аеропорт був відкритий у травні 2008 року як альтернатива збільшенню заторів в аеропорту HAL, початковому основному комерційному аеропорту, що обслуговував місто. Він названий на честь Кемпе Гоуда I, засновника Бангалора. Міжнародний аеропорт Кемпегоуда став першим аеропортом Карнатаки, який повністю працює на сонячних батареях, розробленим компанією "CleanMax Solar".
Міжнародний аеропорт Кемпегоуда є третім за завантаженістю аеропортом Індії за пасажиропотоком, авіаперевезеннями та внутрішнім і загальним обсягом перевезень вантажів після аеропортів Делі та Мумбаї, а також 29-м за завантаженістю аеропортом в Азії. У 2021–2022 фінансових роках аеропорт обслужив близько 16,2 мільйона пасажирів і 411 550 тонн (453 660 коротких тонн) вантажу.
Аеропорт має єдиний пасажирський термінал, який обслуговує як внутрішні, так і міжнародні рейси, а також дві злітно-посадкові смуги, другу з яких було введено в експлуатацію 6 грудня 2019 року. Другий термінал (черга-1) знаходиться на завершальній стадії будівництва. Також є карго селище та три вантажні термінали. Аеропорт є центром для AirAsia India, Alliance Air, GoAir, IndiGo, Star Air і DHL Aviation, а також є центром для Air India і SpiceJet. Аеропорт був визнаний найкращим аеропортом (від 25 до 40 мільйонів пасажирів на рік) в Азіатсько-Тихоокеанському регіоні в 2020 році Міжнародною радою аеропортів.
Міжнародний аеропорт Кемпегоуда сполучає 27 міжнародних напрямків по всьому світу, найвищий у Південній Індії.

## Історія

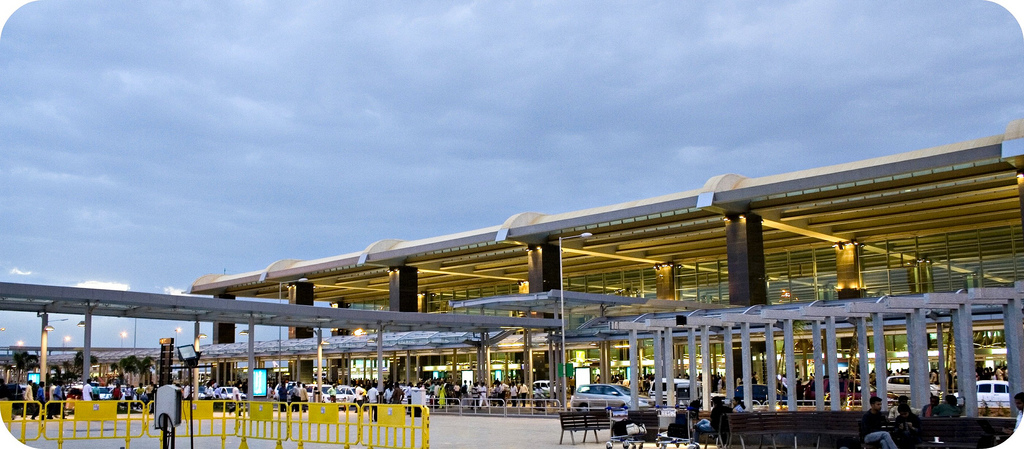
Аеропорт Бангалор.

Початковий аеропорт, який обслуговував Бангалор, був аеропортом HAL, розташований за 5 кілометрів (3,1 милі) від центру міста. Це був основний аеропорт, який обслуговував місто Бангалор до 2008 року. Спочатку заснований у 1942 році для військових і оборонних цілей, HAL вперше розпочав внутрішні операції наприкінці 1970-х років. Несподівана популярність нещодавно запропонованих внутрішніх рейсів сприяла швидкому розширенню аеропорту. Наприкінці 1990-х років почалися перші міжнародні рейси. Air India стала першою авіакомпанією, яка запропонувала міжнародні рейси до Сінгапуру. У 2000 році перша іноземна авіакомпанія почала польоти з аеропорту HAL — Royal Nepal Airlines до Катманду, а через рік — A340 Lufthansa з Німеччини. Кілька інших великих міжнародних перевізників, таких як British Airways і Air France, вже обслуговували старий аеропорт у 2005 році. 
Будівництво нарешті почалося 2 липня 2005 року. Коли дослідження передбачало, що аеропорт прийме 6,7 мільйона пасажирів у 2008 році, аеропорт було перепроектовано з його початкової місткості в 4,5 мільйонів пасажирів до 11 мільйонів, із збільшенням розміру терміналу та збільшенням кількості стоянок для літаків. Вартість аеропорту зросла до ₹19,3 мільярдів (240 мільйонів доларів США). Будівництво було завершено за 32 місяці, і BIAL призначив дату запуску на 30 березня 2008 року. Однак через затримки у створенні служб управління повітряним рухом в аеропорту дату запуску було перенесено на 11 травня і, нарешті, на 24 травня 2008 року.
З наближенням дати відкриття аеропорту виникла громадська критика, головним чином спрямована на закриття аеропорту HAL. У березні 2008 року співробітники AAI провели масовий страйк проти закриття аеропорту HAL разом з аеропортом Бегумпет у Хайдарабаді, побоюючись, що вони втратять роботу. "Bangalore City Connect Foundation", група громадян і бізнесменів, організувала мітинг у середині травня, стверджуючи, що новий аеропорт замалий для останніх прогнозів попиту. 23 травня у Високому суді Карнатаки відбулося слухання через погане сполучення між містом та аеропортом. Зрештою, уряд штату вирішив продовжити урочисте відкриття нового аеропорту та закриття аеропорту HAL.
Початкова назва аеропорту — Міжнародний аеропорт Бенгалуру. У лютому 2009 року уряд штату направив уряду Союзу пропозицію перейменувати аеропорт на честь засновника Бангалору Кемпе Гоуди І. Оскільки жодних дій не було вжито, у грудні 2011 року уряд штату ухвалив постанову про зміну назви. Уряд Союзу прийняв пропозицію в 2012 році і офіційно схвалив її в липні 2013 року. Аеропорт був офіційно перейменований на міжнародний аеропорт Кемпегоуда 14 грудня 2013 року під час урочистого відкриття розширеної будівлі терміналу.

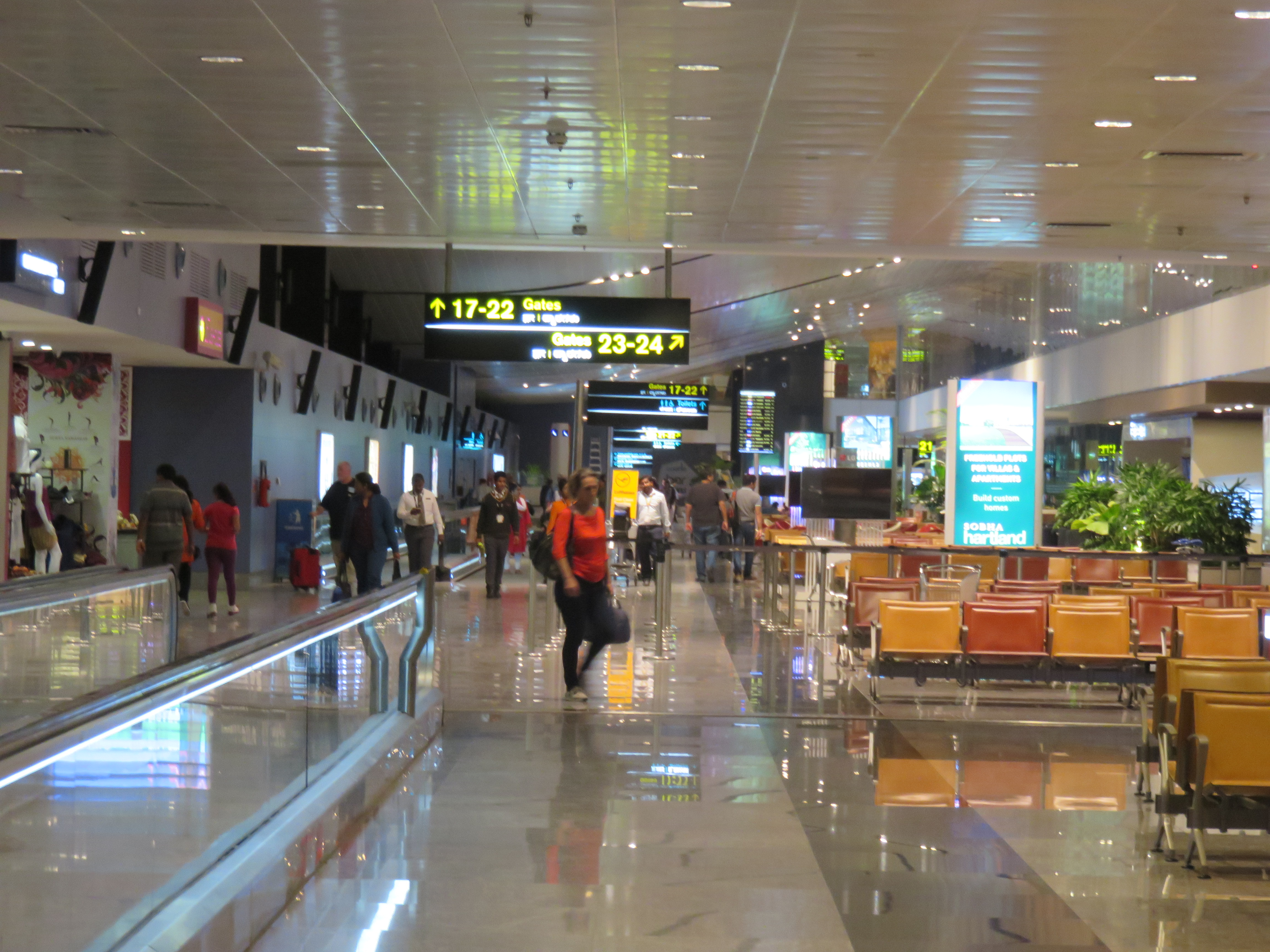
Секція міжнародних вильотів у міжнародному аеропорту Кемпегоуда

## Термінали
Єдиний інтегрований пасажирський термінал обслуговує як внутрішні, так і міжнародні рейси. Він охоплює 150 556 м2 і може приймати 20 мільйонів пасажирів на рік. Реєстрація та отримання багажу розташовані на нижньому поверсі, а вихід на виліт – на першому. Гейти 1, 2, 12–18, 28–30 на першому поверсі використовуються для внутрішніх вильотів, гейти 31–42 на першому поверсі використовуються для міжнародних вильотів, гейти 3–9 і гейти 19–25 формують Західний і Східний автобусні ворота відповідно. Ворота 41–42 обладнані для обслуговування найбільшого у світі пасажирського літака Airbus A380. Зали відпочинку надає Travel Food Services, яка також керує транзитним готелем у терміналі. Для VIP-персон є окрема кімната відпочинку площею 930 квадратних метрів (10 000 квадратних футів).